# Фрэнци перед резным стулом
«Фрэнци перед резным стулом» (нем. Fränzi vor geschnitztem Stuhl, исп. Fränzi ante una silla tallada) — картина немецкого художника Эрнста Людвига Кирхнера, написанная в 1910 году. Картина находится в Музее Тиссен-Борнемиса в Мадриде.

## Описание
В этом портрете девочки из дрезденского рабочего района Фридрихштадт ярко проявился экспрессионистский стиль художников немецкой группы «Мост», для которого характерны упрощённость форм и произвольный выбор цвета. Фрэнци, неоднократно позировавшая Кихнеру и другим художникам этого объединения, изображена на стуле с резной спинкой в форме обнаженной женской фигуры. Она с вызовом смотрит на зрителя, а её ярко-зелёное лицо, очерченное в антинатуралистической манере жирными мазками, резко контрастирует с телесным тоном женской фигуры, которая служит ему обрамлением. Фронтальность позы портретируемой отсылает к живописным моделям Эдварда Мунка, Винсента Ван Гога, Поля Гогена, а также напоминает примитивное искусство.